# Arquipélago Patagónico
O arquipélago Patagónico é um arquipélago no sudoeste da costa da América do Sul e que cobre cerca de um terço da costa do Chile. Situa-se entre o canal de Chacao e a passagem de Drake. Cobre parte da Região de Aisén e da Região de Magalhães. Devido à sua localização entre o oceano Atlântico e o oceano Pacífico, tem vias marítimas estratégicas como o estreito de Magalhães e o estreito de Beagle.